# Huaca Mangomarca
El complejo arqueológico Mangomarca (del quechua: Manqu Marka ‘pueblo del señor’), conocido también como la Huaca Mangomarca o Templo Nuevo de Mangomarca, es un sitio arqueológico ubicado en el distrito de San Juan de Lurigancho, en la ciudad de Lima, capital del Perú. Es un conjunto arquitectónico hecho a base de tapial y adobe, que floreció durante el Intermedio Tardío, como capital del curacazgo de Lurigancho o Ruricancho, que obedecía al Señorío Ichma (900-1470 d. C.). En 2017, la Municipalidad de San Juan de Lurigancho evaluó el Complejo Arqueológico Mangomarca, luego de más de 50 años de haber estado abandonado.

## Ubicación geográfica
Está ubicada a la altura de la cuadra 20 de la avenida Santuario, en la urbanización Mangomarca, distrito de San Juan de Lurigancho, ciudad de Lima, capital del Perú. Entre los cerros de Campoy y Lima, se halla situada a 220 m s. n. m. en la margen derecha del río Rímac, y está rodeado por lomas o estribaciones andinas, que enverdecen durante el invierno (de junio a septiembre). Cerca se hallan otros importantes complejos arqueológicos: Fortaleza de Campoy y cerro Lurigancho.

## Cronología
- Intermedio Tardío. Curacazgo de Lurigancho, Cultura Ichma, entre 1000 a 1470 d. C.
- Horizonte Tardío. Cultura Inca, entre 1470 a 1532 d. C.

## Contexto histórico
Mangomarca surge, al parecer, hacia el 300 d. C., en el Intermedio Temprano, influenciado por la cultura Lima. En los entierros o sepulturas de Mangomarca se hallaron restos de cerámica de estilo Nievería, de fino acabado y elegante decoración con fondo anaranjado, estilo propio de la fase final de la cultura Lima, hacia el 600-700 d. C. Este fue un periodo de influencias foráneas, que culmina con la conquista de los huaris o waris.
Pero la importancia política, económica y cultural de Mangomarca se inició a fines de Horizonte Medio y se consolidó en el Intermedio Tardío o periodo de los desarrollos regionales (900 a 1470 d. C.). En ese entonces fue la sede de un curacazgo llamado Lurigancho o Ruricancho, que obedecía al poderoso Señorío Ichma, el cual dominaba los valles del Rímac y Lurín, con Pachacámac como su mayor centro ceremonial. 
Algunos han sostenido que Lurigancho deriva de Hurin Huancho, nombre que alude a la etnia de los huanchos, quienes procedentes de la sierra (al igual que los huallas) serían los fundadores del cacicazgo, tesis que no es compartida por otros investigadores.
Otros sitios importantes del curacazgo de Lurigancho eran Canto Chico y Campoy. 
Hacia 1200 d. C., los Ichmas se aliaron con sus vecinos los Colleq, del bajo valle del Chillón (Collique), y contuvieron la invasión de los yauyos y chacllas provenientes de las zonas andinas.
Hacia 1470 d. C., se produjo la llegada de los incas, quienes anexaron a los señoríos Ichma y Collique al Tahuantinsuyo.

## Centro Político

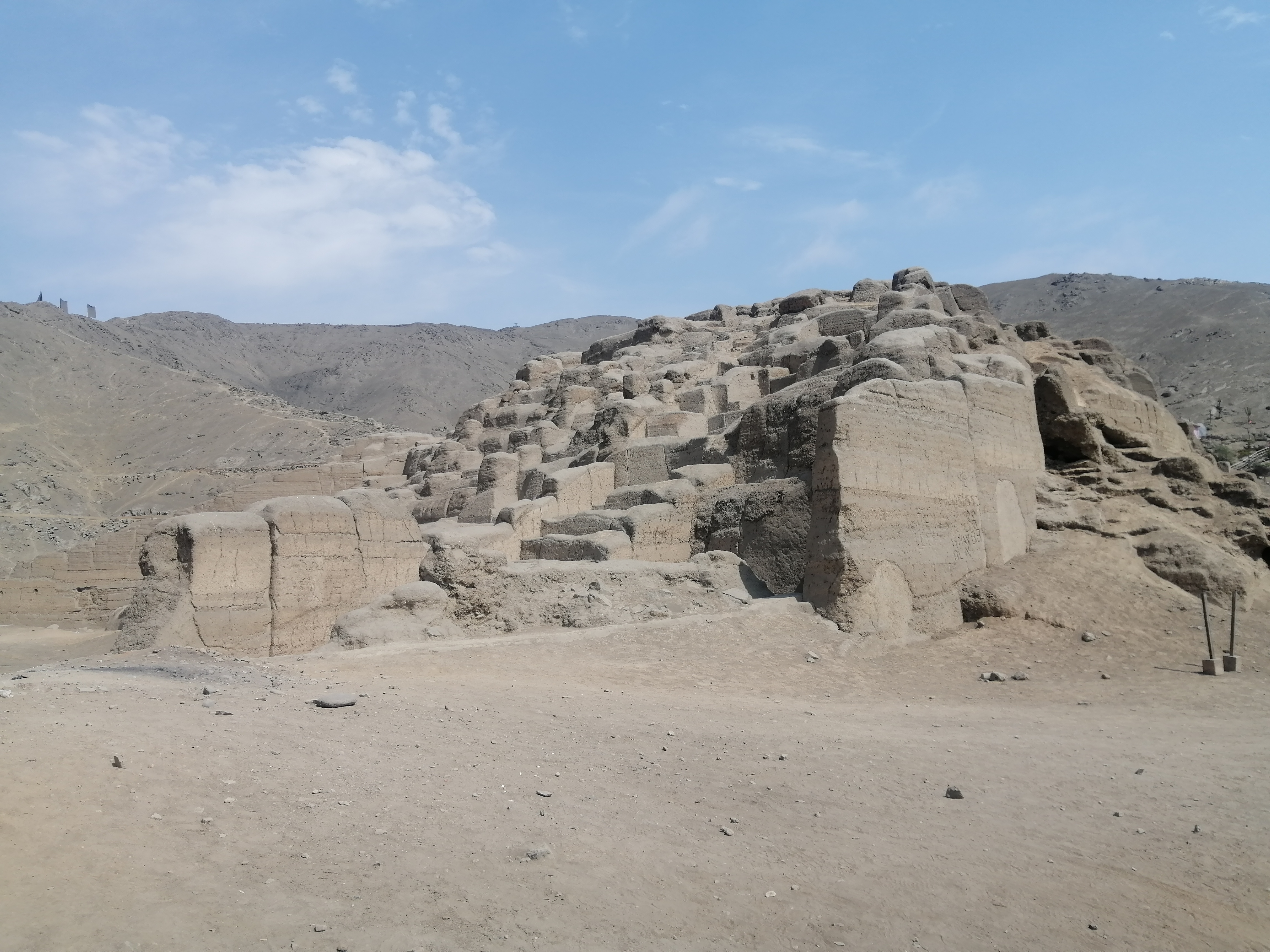
Huaca Mangomarca

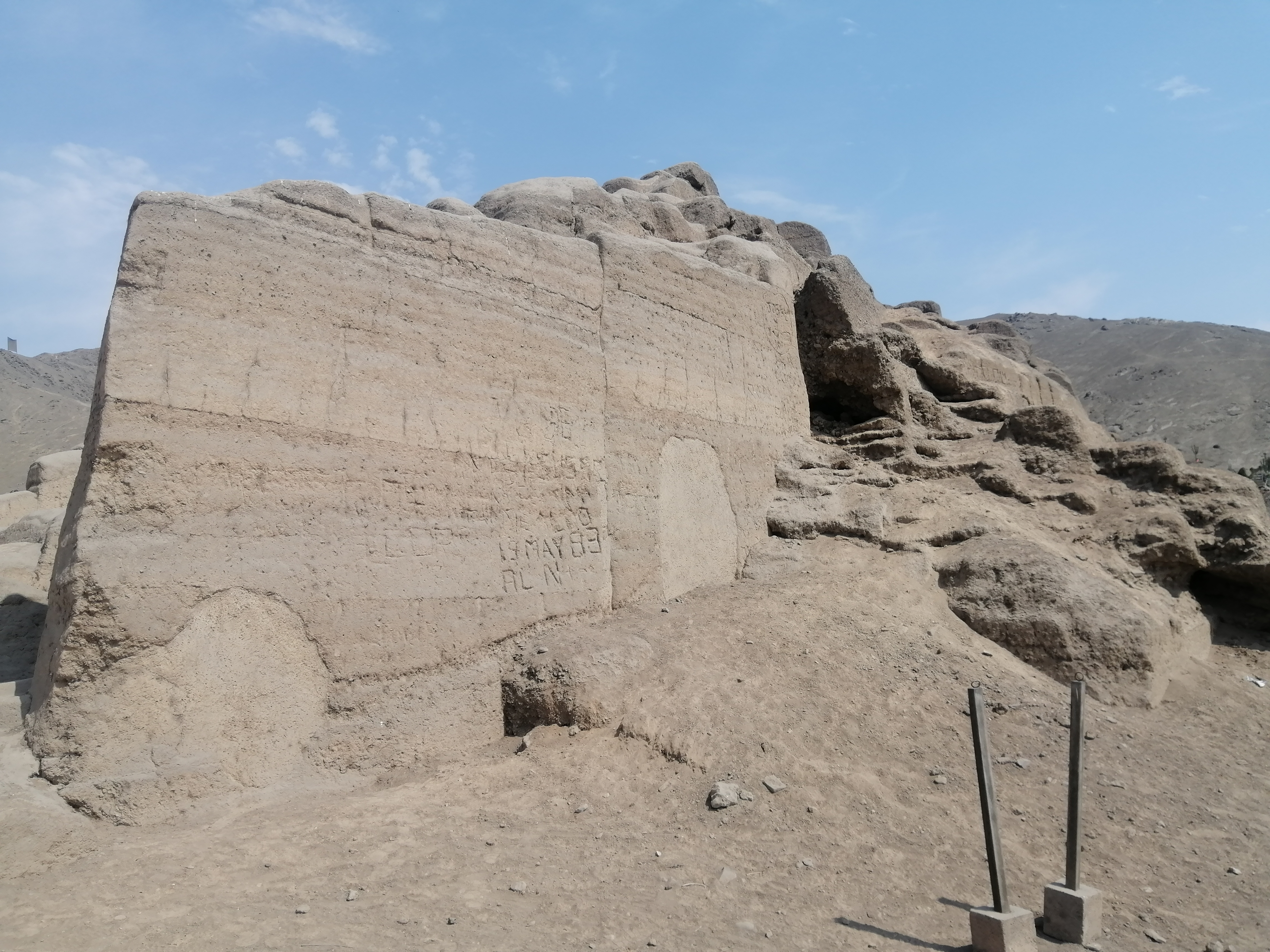
Uso de tapiales

Entre otras cosas, lo que se sabe de este sitio es que Mangomarca fue un importante centro político en la época y la capital del Lurigancho, Curacazgo en el período tardío, y la residencia de la élite local surgió alrededor del año 900 a. C. Una de las razones de la importancia de Mangomarca, es su tamaño y el hecho de que es un sitio arqueológico monumental, con características extensas y únicas en la región. Se cree que el sitio estuvo habitado hasta la llegada de los españoles, tiempo durante el cual pueblos como Chavín, Wari, Cajamarquilla e incluso los Incas pasaron por el sitio.

## Descripción
Se extiende en un área extensa, pedregosa y rocosa, siendo su principal construcción una estructura piramidal escalonada, elevada sobre un mamelón rocoso y cuyo acceso se lograba mediante una escalinata curva. Está construida a base de tapiales y adobes. El tapial era una técnica que consistía en la construcción de muros a base de una mezcla de piedras y barro, con el que se formaban grandes adobones, semejante a la actual técnica del vaciado de concreto. Asimismo, destacan grandes muros de contención, además de un complicado sistema de recintos y pasadizos, rodeado por un muro de circunvalación de tapiales. Según parece, no tuvo carácter exclusivamente ceremonial, sino también residencial. De otro lado, destacan dos grandes cementerios con tumbas constituidas por cámaras rectangulares, revestidos interiormente con piedra rústicas asentada con barro.
Por desgracia, este complejo ha perdido el 70% de su estructura original, [cita requerida] debido al estado de abandono total en que estuvo durante mucho tiempo. Los moradores de las zonas aledañas lo usaron como basurero; además, se convirtió en guarida de delincuentes y drogadictos.
A partir de los años 2010, el ministerio de Cultura se hizo presente para salvaguardar el área arqueológica. La zona fue señalizada y debidamente identificada y se construyó en parte un cerco perimétrico. Al lado de la Huaca Mangomarca, se recuperó el parque y los colegios zonales empezaron a usar la zona perimétrica para representar la festividad del Inti Raymi.

## Investigaciones en Mangomarca
Se han realizado algunos trabajos de limpieza superficial del complejo arqueológico, por parte de la Municipalidad de San Juan de Lurigancho, y el trabajo de proyección social liderado por el arqueólogo Julio Avant del Instituto Cultural Ruricancho, incluyendo visitas guiadas dirigidas especialmente al público escolar. Asimismo, varios artículos académicos han abordado el sitio de Mangomarca; no obstante, el arqueólogo que investigó más a fondo este importante sitio prehispánico hace más de 70 años fue Julio C. Tello. Sus principales contribuciones incluyen la elaboración de planos arquitectónicos, la creación de un mapa arqueológico de referencia del Valle de Lima, la fotografía y la descripción de estas 'marcas' [Tello (Museo de Arqueología y Antropología de la U.N.M.S.M.) 1999].

## Línea de Tiempo
En esta línea de tiempo se puede observar el Periodo del Curacazco en la Huaca de Mangomarca, este se desarrolló desde el año 900 d.c. - hasta aproximadamente 1400 d.c. Perteneció a la cultura Yschma, la cual se desarrolló desde los años 900 d.c.-1470 d.c., cuando es conquistado por el Imperio Inca.